# 呙俐
呙俐（GUO Li，1993年5月11日—），江苏南京人，中國女子花樣游泳運動員。
目前为中国国家游泳队教练。

## 簡歷
呙俐曾夺得全国青少年花样游泳冠军，又在2010年中国水上运动会花样游泳双人自由自选比赛中，與顾笑合作贏得亚军。
2011年，呙俐與隊友參加中國上海舉行的世界游泳錦標賽花樣游泳比賽的自由組合比賽，奪得銀牌。
2014年9月，呙俐與隊友參加韓國仁川舉行的2014年亞洲運動會韻律泳比賽，在集体项目及自由組合項目奪得兩面金牌。
2015年7至8月，呙俐與隊友出戰俄羅斯喀山舉辦的世界游泳錦標賽韻律泳比賽，先後在集體技術自選、集體自由自選及自由組合項目，奪得三面銀牌。